# Joaquín Murieta
Joaquín Murieta (castellà: Joaquín Murrieta Carrillo)  (Sonora, 1829 - comtat de San Benito, 25 de juliol de 1853), també escrit Murrieta o Murietta, conegut també com a el "Robin Hood mexicà" o "Robin Hood d'Eldorado", ja que el seu origen és força incert, però també com a "Joaquin, el lladre muntanyenc", fou una figura gairebé llegendària a Califòrnia durant la Febre de l'or de Califòrnia de la Dècada de 1850.
La seva història se situa a Califòrnia durant la Febre de l'or de la dècada dels anys 1850. D'una o altra manera, per a alguns activistes polítics el seu nom ha simbolitzat la resistència llatinoamericana davant la dominació econòmica i cultural dels angloparlants a les terres de Califòrnia.

## Biografia
Fill de Juan Murrieta i Juana Orosco, els qui van tenir 10 fills: José Jesús, Joseph Anselmo, Joaquín, Maria Gregoria, José Antonio, María Concepción, Salvador, Pedro, Vicenta i Facundo. Els dos majors van néixer a Sàric, on Joseph va ser batejat (segons consta en el llibre de baptismes a la parròquia de Guadalupe a la població de Altar, Sonora). Juan Murrieta procedia del Reial d'Àlbers i era nebot del capità José María Murrieta qui va obtenir la propietat el 1804 on el 1805 els jaciments aurífers d'"El tir" i EL boludo" van fer la seva aparició. del Cerro de Trinxeres i al marge del Riu Magdalena.
Murrieta, un heroi de nacionalitat mexicana, cavalleresc, és un personatge tràgic i romàntic de la febre de l'or a Califòrnia.
El primer a escriure sobre la història de Murrieta va ser el periodista John Rollin Ridge,ref>John Rollin Ridge : The Life and Adventures of Joaquín Murieta</ref> encara que va compondre la seva novel·la apel·lant a algunes altres històries que no tenien res a veure amb Joaquín. El 1862, el francès Robert Hyenne va traduir l'obra a la seva llengua materna, incloent-hi modificacions i invencions pròpies. D'acord amb Carlos López, és en la versió a l'espanyol feta pel xilè Carlos Morla on es varia la nacionalitat de Murrieta, canviant tot el que deia «Mèxic» per «Xile». És així com sorgeix el mite del Murrieta personatge d'origen xilè.
Les diverses especulacions sobre el seu origen van des d'una possible immigració des de Xile, fins que pertangués a una família cherokee europeïtzada i de parla anglesa, emparentada amb terratinents mexicans. Era alhora un bandoler detestat i un patriota mexicà, depenent del punt de vista de qui en parlés. D'alguna manera, Murieta va inspirar el personatge de ficció El Zorro. Per a alguns, simbolitza la resistència mexicana contra la dominació econòmica i cultural angloamericana a Califòrnia. L'Association of Descendants of Joaquin Murrieta es dedica a divulgar que Murieta no es menjava els "gringos", sinó que "volia recuperar la part de Mèxic que s'havia perdut en aquella època pel Tractat de Guadalupe Hidalgo".